# パス・レコード
パス・レコード（PASS RECORDS）は、レコード店「ジョージア」のスタッフ・後藤美孝と山崎久実が1979年に創立した音楽レーベル。2005年に活動再開。

## 年表
1979年8月20日、フリクションの3曲入りシングル「Crazy Dream/Kagayaki/Big-S」を自主制作する。マーケティングをトリオに委嘱。
1980年3月25日、Phew＋坂本龍一「終曲（フィナーレ）/うらはら」、突然段ボール「ホワイト・マン/変なパーマネント」、ボーイズ ボーイズ「MONKEY MONKEY/CONTROL TOWER」を発表。4月25日、フリクション、シングル「I Can Tell/Pistol」・アルバム『軋轢』発表。プロデュースは坂本龍一とフリクション。4月26日、東京・青山ベルコモンズを皮切りに、プロモーション・ツアー決行。名古屋、京都、大阪、富山、長野、前橋、仙台、横浜と巡る。5月25日、プロモーション・ツアーを神奈川大学で打ち上げ。このときのライブ音源が1996年にCD化。8月、グンジョーガクレヨン、『gunjogacrayon』発表。坂本龍一によるDub-Mix収録。11月16日、『Pass Live』と題して、神奈川大学でのライブでの、突然段ボール「思惟の提案」「走れ」「理想的な幼稚園」「走り幅とび」、グンジョーガクレヨン、「ムキ」「L」を、7インチEP 2枚組で発表。
1981年2月25日、恒松正敏、『TSUNEMATSU MASATOSHI』発表。3月、スロッビング・グリッスル、『20 Jazz Funk Greats』発売。7月、Phewがコニー・プランクのスタジオで、ホルガー・シューカイ、ヤキ・リーベツァイトらと制作したアルバム『Phew』を発表。12月、突然段ボールのアルバム『成り立つかな?』発表。
2007年3月、  PASS-1。グンジョーガクレヨンのギタリスト・組原正のギターとコンピューターによる完全ソロ作『Hyoi』発表。12月、PASS-2。元フリクションのギタリスト、恒松正敏の8年ぶりの新作、恒松正敏グループ『欲望のオブジェ』発表。
2008年11月、PASS-3。突然ダンボール『D』発表。

## 備考
パス・レコード旧作はPヴァインよりリリース。
- SSAP-001/2　フリクション 『79ライブ』
- SSAP-003　フリクション 『軋轢』
- SSAP-004/5 V.A./『PASS NOT PAST』 - EP & Singles
- SSAP-006 Phew 『Phew』
- SSAP-007 突然段ボール 『成り立つかな？』
- SSAP-008 グンジョーガクレヨン
- SSAP-009 フリクション 『Skin Deep』
- SSAP-010 フリクション 『Live at "Ex Mattatoio" in Roma』
- SSAP-011 フリクション 『Replicant Walk』
- SSAP-012 フリクション 『Dumb Numb CD』
- SSAP-013 /4 フリクション 『マニアックス』
- SSAP-015 フリクション 『Zone Tripper』
- SSAP-016 フリクション 『Live PASS Tour‘80』